# Kovacsics József
Kovacsics József (Vasszentmihály, 1919. szeptember 30. – 2003. december 26.) magyar közigazgatási statisztikus, történeti demográfus, emeritus professzor, a történeti statisztika jeles kutatója.
| Kovacsics József                          | Kovacsics József                          |
| Kattints az alábbi külső linkek egyikére! | Kattints az alábbi külső linkek egyikére! |
| ----------------------------------------- | ----------------------------------------- |
| Nem található szabad kép.(?)              |                                           |
| külső link · jogvédett                    | Kovacsics József fényképe.                |

## Élete
A szentgotthárdi gimnáziumba járt. 1940-ben iratkozott be a Pázmány Péter Tudományegyetem Jog- és Államtudományi Karára, ahol 1946-ban avatták doktorrá.
Pályafutását 1940-ben gyakornokként a Központi Statisztikai Hivatalban kezdte, 1942-ben statisztikai tiszti kinevezést kapott. 1949-ben Thirring Lajos munkatársaként részt vett az 1949-es népszámlálás előkészítésében, majd a Községi Törzskönyvbizottság titkára lett. 1955-ben a Központi Statisztikai Hivatal Könyvtárának igazgatójává nevezték ki. Itt a Magyar Országos Levéltárral együttműködve szervezte meg a történeti statisztikai kutatásokat.
A Budapesti Műszaki Egyetemen, majd a pécsi egyetemen oktatott. 1957-ben megvédte kandidátusi disszertációját. 1959-ben került az ELTE Statisztikai Tanszékére tanszékvezető docensként, 1965-ben egyetemi tanárrá nevezték ki. 1972-ben akadémiai doktori disszertációját védte meg.
Tagja volt a Nemzetközi Népességtudományi Uniónak, a párizsi Statisztikai Társaságnak, a statisztikai akadémikusok nemzetközi testületének, a Nemzetközi Statisztikai Intézetnek és a Városstatisztikusok Nemzetközi Szervezetének. Az alapítástól volt elnöke, majd örökös elnöke a Jogi Informatikai Társaságnak. Alapító tagja volt a Magyar Urbanisztikai Társaságnak, a Magyar Tudományos Akadémia Demográfiai Bizottságának és alapító elnöke az MTA Történeti Demográfiai Albizottságának.
ÁBTL. Kovacsics József  VI.-os kartonja: Z-958 Fedőnév Rejtő. Kovacsics József, sz. 1919 szeptember 30. Beszél francia-német nyelveken felsőfokon. Felesége Petrován Mária. 5 gyermeke van. Beszervezték 1958. szeptember 17. Beszervezte Pinczés János r. főhadnagy. Segítette a KSH-ban működő ellenforradalmár csoportok felszámolását elsősorban a KSH könyvtárában. Fedőneve „Könyves”. 1959. március 4-én a hálózatból kizárták, mivel lehetőségei megszűntek. 1966. október 5-én újra alkalmazták nemzetközi vonalon. Párttag volt. Fedőneve „Rejtő” lett. 1972-től pihentették, 1981.ben kizárták.

## Művei
- 1954 Város és községstatisztika. Budapest.
- 1955 A városgazdálkodási statisztika alapjai. Budapest.
- 1957 Államtudomány és statisztika. Budapest.
- 1957 A történeti statisztika forrásai. Budapest. (tsz.)
- 1958 Statisztika - A mérnök-közgazdász szak levelező hallgatói részére. Budapest.
- 1961 Statisztika. Budapest.
- 1962 Statisztika - Egységes jegyzet az Állam és Jogtudományi Karok részére. Budapest.
- 1962 Dr. Thirring Gusztáv élete és munkássága, 1861-1941. (kézirat)
- 1963 A fiatalkorúak bűnözésének okai. Budapest.
- 1963 Magyarország történeti demográfiája. Budapest. (tsz.)
- 1963 Településstatisztika. Budapest.
- 1964 Településdemográfia. Budapest.
- 1977 A közigazgatás statisztikája és organometriája. Budapest.
- 1980 Bevezetés az államigazgatási informatikába. Budapest.
- 1991-2002 Magyarország megyéinek történeti statisztikai helységnévtára. Budapest.
- 2003 Baranya megyei népességtörténeti lexikon.

## Díjai, elismerései
- Eötvös Loránd-aranyérem
- Fényes Elek-emlékérem (Központi Statisztikai Hivatal)
- Eötvös József koszorú (MTA, Laureatus Academiae cím)